# Drama

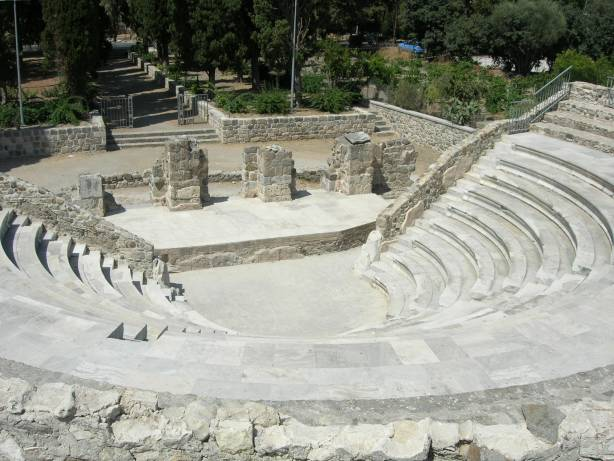
Antické divadlo na ostrově Kós

Drama (z řeckého δραν – dělání, čin) patří spolu s lyrikou a epikou mezi základní literární druhy a žánry. Drama se tvoří tak, že se příběh vypráví pomocí dialogů a monologů. V minulosti bylo obvyklé především divadelní scénické provedení, v současnosti se objevuje i v hraném filmu, v rozhlase a televizi a v dalších formách audiovizuálních děl.
Slovo „drama“ původně znamenalo tanec satyrů, ztělesňující určitý děj, a teprve později jevištní představení, především v tragédii. Základní teoretické principy dramatu ustanovil Aristoteles ve své Poetice, kde pojednává o tragédii. Děj dramatu se odvíjí prostřednictvím přímé řeči. Do 11. století bylo veršované, v současnosti převažuje próza.

## Výstavba dramatu podle Gustava Freytaga
1. expozice - uvedení do děje (vytváří nezbytné předpoklady k porozumění ději)
2. kolize - zařazení dramatického prvku (rozpor nebo konflikt), který vyvolává dramatické napětí a potřebu jej vyřešit
3. krize - vyvrcholení dramatu
4. peripetie - obrat a možnosti řešení
5. katastrofa - rozuzlení a očista (katarze)
6. katarze - postava se poučí/změní

Klasické divadelní drama zachovává jednotu místa, času a děje. Aristotelés ve své Poetice popisuje potřebu jednoty a ucelenosti děje. Jednota času a místa je však až středověkou interpretací.
- tragédie
- komedie
- hudební formy: melodrama, muzikál, opereta, kabaret, opera

## Historie dramatu
Drama se vyvinulo ve starověkém Řecku z oslav boha Dionýsa (dithyramby). Náměty byly čerpány z mytologie (tragédie) i ze současného života (komedie). Nejvýznamnějšími starověkými dramatiky byli Aischylos, Sofoklés, Eurípidés, Aristofanés a Říman Titus Maccius Plautus.
Po pádu Říma vznikl nový typ dramatu spojený s náboženstvím. Původně šlo o dramatizace biblických příběhů a legend. Církevními hrami byla mysteria, mirákly a pašije. Rozvíjelo se však i světské drama zejména satirické hry, frašky, ale i díla antická dramata, k jejichž oživení dochází až v renesanci. Nejvýznamnějším dramatikem tohoto období byl Angličan William Shakespeare.
Dalšími významnými dramatiky byli Molière, Johann Wolfgang Goethe, Friedrich Schiller, Victor Hugo, Alexandr Sergejevič Puškin, Henrik Ibsen a Nikolaj Vasiljevič Gogol.
Ve 20. století dochází k rozvolnění dramatické formy. Dramatici experimentují s psychologickým prokreslením postav a subjektivním pojetím dramatu. Těmito experimentátory byli Anton Pavlovič Čechov, Maxim Gorkij, George Bernard Shaw, Oscar Wilde a Bertolt Brecht se svým epickým divadlem. Po druhé světové válce dochází k rozvoji absurdního dramatu (Samuel Beckett, Eugène Ionesco nebo Václav Havel).

## Struktura
Divadelní hra se obvykle člení do jednání čili aktů, velkých ucelených úseků děje, kterých většinou nebývá více než pět. Jako jednoaktovka se označuje krátká hra, která má pouze jedno jednání.
Jednání se pak rozděluje do scén či obrazů; během jedné scény se obvykle nemění herci na jevišti ani samo jeviště.
Scéna se skládá z replik, výroků jednotlivých herců. Pokud herec přednáší nepřerušovanou dlouhou řeč, ta se označuje jako monolog.